# Feride Rushiti

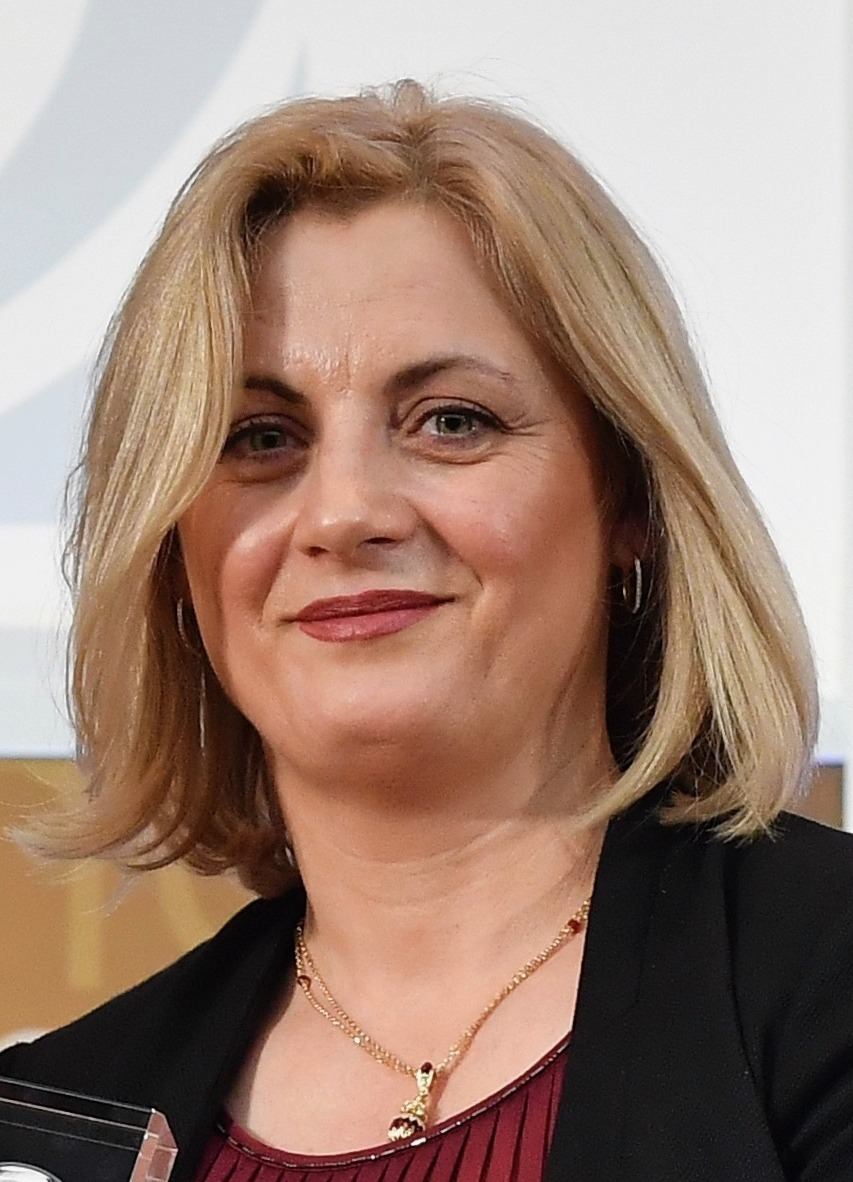
Feride Rushiti (2018)

Feride Rushiti (geboren um 1970) ist eine kosovarische Ärztin und Menschenrechts-Aktivistin. Für ihren Einsatz für die zivilen Opfer des Kosovokrieges 1998/1999, für Folteropfer und Strafgefangene, erhielt sie 2018 den International Women of Courage Award des Außenministeriums der Vereinigten Staaten.

## Engagement und Ehrung
Rushiti begann 1999, noch während des Krieges, mit der Behandlung von zivilen Kriegsopfern und rückkehrenden Flüchtlingen. Als Ärztin erkannte sie die Notwendigkeit der Behandlung von psychischen Traumata von Flüchtlingen, insbesondere von Frauen und Minderheiten. Zugleich leistete sie damit einen Beitrag zur Verhinderung einer transgenerationalen Weitergabe der erlittenen Schäden. Rushiti ist Gründerin und Geschäftsführerin des Qendra Kosovare për Rehabilitimin e të Mbijetuarve të Torturës (QKRMT, deutsch: Kosovarisches Zentrum für die Rehabilitation von Folteropfern) in Pristina. Dieses verfolgt einen multidisziplinären Ansatz, um auf die Bedürfnisse von Konfliktopfern einzugehen. Die Nichtregierungsorganisation (NGO) bietet psychosoziale Unterstützung, Rechtshilfe, Medikamente, medizinische Behandlung und politische Interessenvertretung.
In etwa zwanzigjähriger Tätigkeit hat Rushiti den zivilen Opfern des Kosovo-Krieges den Zugang zu Gesundheitsversorgung und Rechtsberatung gesichert. Im Jahr 2017 erreichte sie einen Regierungsbeschluss, der Opfern sexueller Gewalt des Kosovokrieges Opferrenten zusprach. Für den Kosova war der Entscheid ein Präzedenzfall in der Aufarbeitung der Kriegsvergangenheit.
Rushiti hatte eine Schlüsselrolle bei der Entwicklung eines einheitlichen Rechtsrahmens im Kosovo für die humane Behandlung von Strafgefangenen und anderen Inhaftierten und setzte sich erfolgreich für eine unabhängige Kontrolle und Überwachung der Haftanstalten ein.
Am 23. März 2018 erhielt Feride Rushiti als dritte kosovarische Frau den International Women of Courage Award. Unter den zehn Ausgezeichneten des Jahres waren auch Frauen aus Afghanistan, Afrika und   aus Mittelamerika. Der Preis wurde ihnen von Melania Trump verliehen.
Rushiti hat an mehreren Projekten und Konferenzen zum Thema Menschenrechte in Europa teilgenommen. – Sie hat an der Universität Tirana in Albanien studiert und ist Fachärztin.